# Andrew Chaiser
Andrew Chaiser, född 5 augusti 1841 i Bälinge socken, Uppland, död 31 mars 1899 Chicago, var en amerikansk journalist och tidningsledare.
Andrew Chaisers föräldrar tillhörde Erik-jansarna och utvandrade 1850 till Bishop Hill. Han genomgick kolonins skola där och blev sättarlärling hos tidningen Den swenske republikanen 1856, och stannad där till 1857. 1869-1870 utgav han tillsammans med Erik Johnson, son till Erik Jansson The Illinois Swede, tidningen var huvudsakligen engelskspråkig men övergick 1870, till namnet Nya verlden, samtidigt som redaktionen flyttades till Chicago. Erik Johnson lämnade i samband med detta redaktionen. På grund av den stora Chicagobranden utgavs tidningen 1871-1872 i Galesburg, varpå man återflyttade till Chigao. Tidningen övertogs 1876 av ett bolag där Frank A. Anderson var president och Chaiser en av huvuddelägarna. 1877 inträdde överste Hans Mattson vilken tidigare köpt tidningen Nya svenska amerikanaren i bolaget och därefter slogs bolagets båda tidningar samman till Svenska tribunen, i vilken under de närmast följande år ett par svenskspråkiga tidningar Nya folkets tidning och Skandia uppgick. Chaiser var 1877-1882 vice president i bolaget, 1882-1890 dess presidet och även dess affärsföreståndare 1879-1890. Från 1890 blev han ensamägare av tidningen.